# کارائیتی‌های کریمه
کارائیتی‌های کریمه یا کاراییم‌ها، همچنین به عنوان Karaims و Qarays شناخته می‌شوند، یک گروه قومی ترک‌زبان که پیرو یهودیت کارائیتی هستند و در اروپای مرکزی و اروپای شرقی، به ویژه در قلمرو امپراتوری روسیه سابق ساکن می‌باشند. Karaim یک نام روسی، اوکراینی، بلاروسی، لهستانی و لیتوانیایی برای این گروه قومی است.